# Danh sách bản giao hưởng của Joseph Haydn
Dưới đây là danh sách các bản giao hưởng của nhà soạn nhạc vĩ đại người Áo Joseph Haydn. Trong danh sách này, có hai chùm bản giao hưởng đáng chú ý, đó là giao hưởng Paris (các bản 82-87) và giao hưởng London (các bản 93 đến 104)
| Tên bản giao hưởng                    | Cung nhạc       | Thời gian sáng tác                  |
| ------------------------------------- | --------------- | ----------------------------------- |
| Số 1                                  | Rê trưởng       | 1759                                |
| Số 2                                  | Đô trưởng       | 1757-1761                           |
| Số 3                                  | Sol trưởng      | 1760-1762                           |
| Số 4                                  | Rê trưởng       | 1757-1761                           |
| Số 5                                  | La trưởng       | 1760-1762                           |
| Số 6 (Buổi sáng)                      | Rê trưởng       | 1761                                |
| Số 7 (Buổi trưa)                      | Đô trưởng       | 1761                                |
| Số 8 (Buổi chiều)                     | Sol trưởng      | 1761                                |
| Số 9                                  | Đô trưởng       | 1762                                |
| Số 10                                 | Rê trưởng       | 1757-1761                           |
| Số 11                                 | Mi giáng trưởng | 1760-1762                           |
| Số 12                                 | Mi trưởng       | 1763                                |
| Số 13                                 | Rê trưởng       | 1763                                |
| Số 14                                 | La trưởng       | 1761-1763                           |
| Số 15                                 | Rê trưởng       | 1760-1763                           |
| Số 16                                 | Si giáng trưởng | 1757-1761                           |
| Số 17                                 | Fa trưởng       | 1757-1763                           |
| Số 18                                 | Đô trưởng       | 1757-1764                           |
| Số 19                                 | Rê trưởng       | 1757-1761                           |
| Số 20                                 | Đô trưởng       | 1762                                |
| Số 21                                 | La trưởng       | 1764                                |
| Số 22 (Nhà triết học)                 | Mi giáng trưởng | 1764                                |
| Số 23                                 | Sol trưởng      | 1764                                |
| Số 24                                 | Rê trưởng       | 1764                                |
| Số 25                                 | Đô trưởng       | 1761-(có thể nhất là) 1763          |
| Số 26 (Than vãn)                      | Rê thứ          | 1768, cũng có thể là 1769           |
| Số 27 (Hermannstädter)                | Sol trưởng      | Có thể trước 1760                   |
| Số 28                                 | La trưởng       | 1765                                |
| Số 29                                 | Mi trưởng       | 1765                                |
| Số 30 (Alleluia)                      | Đô trưởng       | 1765                                |
| Số 31 (Tín hiệu của kèn horn          | Rê trưởng       | 1765                                |
| Số 32                                 | Đô trưởng       | 1757-1763, có thể nhất là 1760/1761 |
| Số 33                                 | Đô trưởng       | 1760/1761 hoặc 1763-1765            |
| Số 34                                 | Rê trưởng       | 1765                                |
| Số 35                                 | Si giáng trưởng | 1767                                |
| Số 36                                 | Mi giáng trưởng | Nửa đầu thập niên 1760              |
| Số 37                                 | Đô trưởng       | 1758                                |
| Số 38 (Tiếng vang)                    | Đô trưởng       | 1765-1769, khả năng nhất là 1768    |
| Số 39                                 | Sol trưởng      | 1767/1768                           |
| Số 40                                 | Fa trưởng       | 1763                                |
| Số 41                                 | Đô trưởng       | 1769                                |
| Số 42                                 | Rê trưởng       | 1771                                |
| Số 43 (Sao Thủy)                      | Mi giáng trưởng | 1771                                |
| Số 44 (Đau buồn)                      | Mi thứ          | 1772                                |
| Số 245 (Tiễn biệt)                    | Fa thăng thứ    | 1772                                |
| Số 46                                 | Si trưởng       | 1772                                |
| Số 47 (Đọc xuôi ngược đều giống nhau) | Đô trưởng       | 1772                                |
| Số 48 (Maria Theresia)                | Đô trưởng       | 1768/1769                           |
| Số 49 (Nỗi khổ hình của Chúa)         | Fa thứ          | 1768                                |
| Số 50                                 | Đô trưởng       | 1773-1774                           |
| Số 51                                 | Si giáng trưởng | 1773/1774                           |
| Số 52                                 | Đô thứ          | 1771/1772                           |
| Số 53 (Hoàng đế)                      | Rê trưởng       | 1778/1779                           |
| Số 54                                 | Sol trưởng      | 1774                                |
| Số 55 (Thầy giáo)                     | Si giáng trưởng | 1774                                |
| Số 56                                 | Đô trưởng       | 1774                                |
| Số 57                                 | Rê trưởng       | 1774                                |
| Số 58                                 | Fa trưởng       | 1774                                |
| Số 59 (Lửa)                           | La trưởng       | 1769                                |
| Số 60 (Điên cuồng)                    | Đô trưởng       | 1775, cũng có thể là 1774           |
| Số 61                                 | Rê trưởng       | 1776                                |
| Số 62                                 | Rê trưởng       | 1780/1781                           |
| Số 63 (La Roxelane)                   | Đô trưởng       | 1779/1781                           |
| Số 64 (Tempora muntatur)              | La trưởng       | 1773-1775                           |
| Số 65                                 | La trưởng       | 1778                                |
| Số 66                                 | Si giáng trưởng | 1775-1776?                          |
| Số 67                                 | Fa trưởng       | 1779                                |
| Số 68                                 | Si giáng trưởng | 1779                                |
| Số 69 (Laudon)                        | Đô trưởng       | 1779                                |
| Số 70                                 | Rê trưởng       | 1779                                |
| Số 71                                 | Si giáng trưởng | 1780                                |
| Số 72                                 | Rê trưởng       | 1763-1765                           |
| Số 73 (Thợ săn)                       | Rê trưởng       | 1782                                |
| Số 74                                 | Si giáng trưởng | 1780/1781                           |
| Số 75                                 | Rê trưởng       | 1779-1781                           |
| Số 76                                 | Mi giáng trưởng | 1782                                |
| Số 77                                 | Si giáng trưởng | 1782                                |
| Số 78                                 | Đô thứ          | 1782                                |
| Số 79                                 | Fa trưởng       | 1784                                |
| Số 80                                 | Rê thứ          | 1784                                |
| Số 81                                 | Đô trưởng       | 1784                                |
| Số 82 (Con gấu)                       | Đô trưởng       | 1786                                |
| Số 83 (Con gà mái)                    | Đô thứ          | 1785                                |
| Số 84 (In nomine Domini)              | Mi giáng trưởng | 1786                                |
| Số 85 (Nữ hoàng)                      | Si giáng trưởng | 1785/1786                           |
| Số 86                                 | Rê trưởng       | 1786                                |
| Số 87                                 | La trưởng       | 1786                                |
| Số 88                                 | Sol trưởng      | 1787                                |
| Số 89                                 | Fa trưởng       | 1787                                |
| Số 90                                 | Đô trưởng       | 1788                                |
| Số 91                                 | Mi giáng trưởng | 1788                                |
| Số 92 (Oxford)                        | Sol trưởng      | 1789                                |
| Số 93                                 | Rê trưởng       | 1791                                |
| Số 94 (Giật mình)                     | Sol trưởng      | 1791                                |
| Số 95                                 | Đô thứ          | 1791                                |
| Số 96 (Kỳ diệu)                       | Rê trưởng       | 1791                                |
| Số 97                                 | Đô trưởng       | 1792                                |
| Số 98                                 | Si giáng trưởng | 1792                                |
| Số 99                                 | Mi giáng trưởng | 1793                                |
| Số 100 (Quân đội)                     | Đô trưởng       | 1793/1794                           |
| Số 101 (Đồng hồ)                      | Rê trưởng       | 1793/1794                           |
| Số 102                                | Si giáng trưởng | 1794                                |
| Số 103 (Trống rung)                   | Mi giáng trưởng | 1795                                |
| Số 104 (London)                       | Rê trưởng       | 1795                                |